# 李育德
李育德（Lee Yuk Tak，1928年6月6日—2017年），香港男子足球運動員，司職中鋒，是中國球王李惠堂次子，是1950年代南華足球隊的著名球星，曾三次榮膺香港甲組足球聯賽神射手，在香港甲組足球聯賽總入球排名第四，代表香港隊參加過兩屆亞運會足球賽。

## 球員生涯
李育德是中國球王李惠堂次子，有「太子」稱號，又因為跑姿獨特，被球迷冠以「拉車佬」外號。不少人都誤以為他是球王長子，就連《蘋果日報》報道香港足球總會百周年世紀球星選舉頒獎禮時，亦誤將代球王領獎的次子李育德當作長子，六子李炳德當作次子，鬧出笑話。
受父親李惠堂的薰陶下，李育德自小便愛上足球，並順理成章在南華展開足球生涯，最初效力南華乙組隊，第一場甲組比賽是1947年4月26日出戰空軍。初出道時曾經被李惠堂在《大公報》「球經釋疑」專欄批評：「有盤弄過多陋習，出腳與短程跑都嫌太慢，非從弱點改進是不能有大成的。」
在父親嚴格要求下，李育德最終成為一位出色射手，雖然腳下功夫及傳球不算上乘，但把握機會與衝鋒陷陣都是他的強項，他與姚卓然、何祥友、黃志強、莫振華同為南華1950年代五大攻擊主力。他效力南華12個球季，合共射入272球，更曾經三次榮膺香港甲組足球聯賽神射手，在香港甲組足球聯賽總入球排名第四。
李育德在南華效力至1959年，已步入足球生涯晚期的他，「下山」轉投東方，一季後轉投傑志。1960年10月15日在花墟球場的甲組聯賽傑志對警察，李育德上半場14分鐘與警察球員伊雲士、麥永雄爭球時受傷，由救護車送到九龍醫院照X光，證實腳脛骨折斷，留醫至10月19日出院，一直養傷至季尾。
1961-62年度球季，李育德重返東方，惟長居後備席上，只曾在季尾1962年5月17日倒戈對傑志上陣過一場。
在1962年夏天，曾傳聞李育德將會加盟五一七，惟並無成為事實，他正式宣布掛靴。

## 國際賽
父親李惠堂是中華民國教練，其弟李炳德亦是中華民國國腳，李育德除曾在1960年作為中華民國隊與東方隊組成的華聯隊中一員 ，參加了中華民國及秘魯間的友誼賽之外，則代表香港足球代表隊參加國際賽。
1954年在菲律賓首都馬尼拉舉行的第二屆亞運會，李育德有份入選香港隊19人參賽名單，分組賽以3－3賽和南韓及4－2擊敗阿富汗，因得失球不及南韓無緣晉級。
1958年，李育德再次入選香港隊大軍，參加在日本東京舉行的第三屆亞運會，分組賽以4－1及2－0擊敗菲律賓和日本，晉身八強。可惜以2－5敗於印度腳下，被淘汰出局，未能晉身入四強。

## 個人榮譽
- 香港甲組足球聯賽神射手 3次(1952–53, 1954–55, 1956–57)

## 相關文獻
- 《香港十大名將》，青森文化，賴文輝著，2013，ISBN 978-988-82232-5-1